# 트리텔레돈과
트리텔레돈과(Tritheledontidae)는 멸종된 키노돈트로, 작은 크기에서 중간 크기(약 10~20cm)로 크기가 다양하다. 트리텔레돈트류는 포유류와 비슷하고 보다 진보된 키노돈트였지만, 여전히 파충류와 같은 해부학적 특징을 몇 가지 지니고 있었다. 트리텔레돈트류는 주로 육식성이거나 식충성이었지만 일부 종은 잡식성이었을 수도 있다. 트리텔레돈트류의 화석은 이들이 포유류와 밀접한 관계가 있었다는 것을 보여준다. 트리텔레돈트류, 또는 이들과 가장 가까운 친척들이 포유형류로 진화했을 가능성이 크다. 트라이아스기 후기부터 쥐라기때까지 살았던 키노돈트 중 하나이다. 트리텔레돈트류는 쥐라기에 멸종되었는데, 진트리코돈돈트류와 같은 초기 포유류와의 경쟁 때문일 것이다. 이들은 주로 남미에서 발견되는데, 이는 이들이 곤드와나에서 살았다는 것을 알려준다. 트리텔레돈트류는 1912년 남아프리카 고생물학자 로버트 브룸에 의해 학명이 지어졌다. 트리텔로돈과(Tritelodontidae)로 철자를 잘못 쓰는 경우가 많다. PBS 다큐멘터리 너의 속물고기에 등장한 트리텔레돈트류는 수염을 지녔는데, 이는 포유류의 조상은 대부분 수염을 지녔을 가능성이 있기 때문이다. 수염 감각 시스템의 발달이 포유류의 발달에 중요한 역할을 했을 가능성이 있으며, 보다 일반적으로.

## 같이 보기
- 포유류의 진화